# دانشگاه فرماندهی و ستاد آجا
دانشگاه فرماندهی و ستاد آجا (به‌اختصار: دافوس) یا دانشگاه جنگ دانشگاه نظامی وابسته به ارتش ایران است، که به ارائه دوره‌های تخصصی آموزش علمی و نظامی می‌پردازد و برای اخذ درجه سرگردی و بالاتر، باید توسط نیروهای نظامی گذرانده شود.
دانشگاه جنگ در دوره رضاشاه و در سال ۱۳۱۲ بنیان گذاشته شد. فعالیت آن از سال ۱۳۲۲ تا ۱۳۲۶ همزمان با جنگ جهانی دوم و نیز از سال ۱۳۵۸ تا سال ۱۳۶۱ هنگام انقلاب و شروع جنگ ایران و عراق متوقف شد. این دانشگاه در سال ۱۳۶۹ با نام جدید کار خود را ادامه داد.
دافوس ارتش ایران، مرکز آموزش علمی و از قدیمی‌ترین دانشگاه‌های ایران می‌باشد. هم‌اکنون سرتیپ حسین ولیوند فرماندهی دافوس ارتش را برعهده دارد.

## تاریخچه

نشان‌واره دوم دافوس

در سال ۱۳۱۴ برای تشکیل دانشگاه، از طریق وزارت امور خارجه با وزارت امورخارجه فرانسه مکاتباتی به عمل آمد تا برای تشکیل چنین دانشگاهی عده‌ای افسر تحصیل کرده و زبده به عنوان مستشار به ایران اعزام نمایند. دولت فرانسه با این تقاضای ایران موافقت کرد و هیأتی را به ایران فرستاد تا دانشگاه ستاد و فرماندهی را در ایران تشکیل دهند و ارتقاء افسران از درجه سرهنگی به سرتیپی مشروط به طی این دوره شود. دولت فرانسه یک هیئت هفت نفری به شرح زیر به ایران اعزام نمود:
1. سپهبد فرانسوا ژرژ ژاندر (به فرانسوی: François-Georges Gendre) (رئیس هیئت)
2. سرهنگ روایه (افسر پیاده‌نظام)
3. سرهنگ پشو (افسر مهندس و استحکامات)
4. سرهنگ کنستانت (متخصص توپخانه)
5. سرهنگ برسک (متخصص در امور مالی)
6. سرهنگ شووان یار (متخصص پیاده‌نظام)
7. سرگرد سیمون (مخابرات)

سه افسر فرانسوی نیز که پیش‌تر در ایران استخدام شده بودند، به جمع هیئت سپهبد ژاندر افزوده شدند. این سه نفر عبارت بودند از: سرهنگ کالدور متخصص در سواره‌نظام، سرگرد دولاکور متخصص پیاده‌نظام، سرگرد بودنیا معلم نقشه‌برداری. پس از ورود این هفت نفر، در شمال باغشاه، ساختمانی که قبلاً برای دانشگاه جنگ بنا شده بود، تحویل افسران فرانسوی شد و دانشگاه رسماً کار خود را از مهرماه ۱۳۱۴ آغاز کرد. ریاست دانشگاه جنگ ابتدا با سرلشکر جهانبانی بود، ولی پس از مدت کوتاهی وی تعویض و سرلشکر ضرغامی؛ رئیس ستاد ارتش، به سرپرستی دانشگاه منصوب گردید. سمت سپهبد ژاندر در دانشگاه جنگ، مدیریت دروس بود. سرتیپ محسن دیبا رئیس رکن دو ستاد ارتش با حفظ سمت، به معاونت دانشگاه جنگ منصوب گردید.
دانشگاه جنگ دارای ۲ دوره اصلی بود: دوره فرماندهی؛ که مدت آن یک سال بود و دوره ستاد؛ که مدت آن را دو سال تعیین کرده بودند. افسرانی که دوره ستاد را طی می‌نمودند، نوار کلاه و لباس آن‌ها به مشکی تبدیل می‌شد و واکسیل ستادی هم بر شانه سمت چپ آنها اضافه می‌شد.

## جنگ جهانی دوم
در ۱۳۱۸ که افسران فرانسوی به جبهه دعوت شدند، بلافاصله ایران را ترک کردند و امور دانشگاه در دست ایرانیان قرار گرفت، سازمان به قرار زیر بود: سرلشکر عزیزالله ضرغامی؛ رئیس ستاد ارتش و فرمانده دانشگاه جنگ، سرتیپ محسن دیبا؛ رئیس رکن دو و معاون اداری دانشگاه، سرتیپ حاجعلی رزم‌آرا؛ رئیس اداره جغرافیایی ارتش و معاون علمی دانشگاه جنگ و سرتیپ حسن ارفع؛ رئیس اداره سواره‌نظام و رئیس دبیرخانه دانشگاه. استادان و مدرسان دانشگاه جنگ، پس از ترک افسران فرانسوی از میان ایرانیان انتخاب شدند. در سال ۱۳۲۲ به علت مشکلات ناشی از وقوع جنگ دوم جهانی، دانشگاه به‌طور موقت تعطیل شد. دانشگاه جنگ تا شهریور ۱۳۲۰ در مجموع ۹۶ نفر فارغ‌التحصیل دوره فرماندهی و ۱۶۱ نفر فارغ‌التحصیل دوره ستاد داشت.

## بازگشایی
در سال ۱۳۲۶ دانشگاه جنگ پس از تجدید نظر کلی در طول دوره و آموزش‌های موجود، بار دیگر بازگشایی شد و نام آن به دانشگاه فرماندهی و ستاد تغییر یافت. در سال ۱۳۴۰ دانشگاه دیگری بنابر نیاز، با نام دانشگاه فرماندهی عالی و ستاد مشترک تأسیس شد. مجموعه این دو دانشگاه مجدداً تحت نام دانشگاه جنگ در تابعیت ریاست ستاد ارتش قرار گرفت. در سال ۱۳۴۴ دانشگاه جنگ منحل شد و دو دانشگاه به نام‌های دانشگاه فرماندهی و ستاد نیروی زمینی ذیل تابعیت نیروی زمینی شاهنشاهی ایران و دانشگاه فرماندهی عالی و ستاد مشترک در تابعیت ستاد مشترک ارتش شاهنشاهی ایران به وجود آمدند.

## پس از انقلاب
با شروع جنگ ایران و عراق در سال ۱۳۵۹ دانشگاه بار دیگر تعطیل شد. این تعطیلی تا سال ۱۳۶۱ ادامه یافت. در سال ۱۳۶۹ پس از تدوین و تصویب قانون ارتش جمهوری اسلامی، دانشگاه‌های فرماندهی و ستاد نیروی زمینی، نیروی هوایی و نیروی دریایی در یکدیگر ادغام شدند و با نام دانشگاه‌های فرماندهی و ستاد ارتش جمهوری اسلامی ایران (دافوس آجا) تحت فرماندهی واحد ستاد مشترک ارتش قرار گرفتند. در حال حاضر این دانشگاه علاوه بر رشته‌های نظامی، در سه رشته ژئوپلیتیک، مدیریت بحران و مدیریت آموزش، در مقطع کارشناسی ارشد و از طریق کنکور سراسری، دانشجو می‌پذیرد.